# Quadrophonia (band)

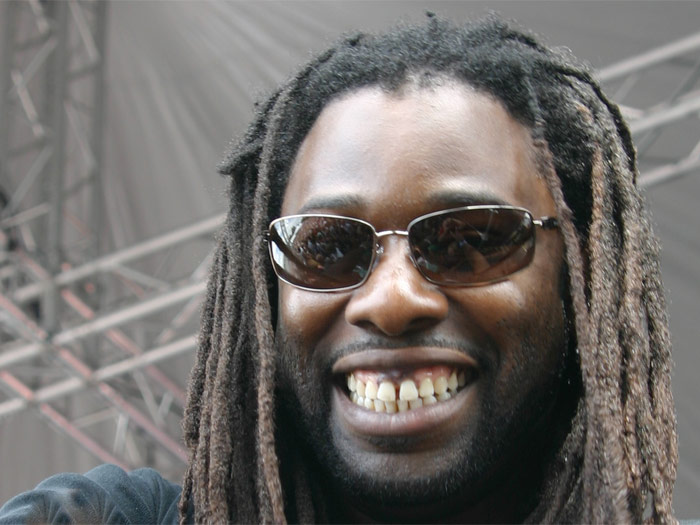
Lucien Foort

Quadrophonia was een houseband van de Nederlander Lucien Foort en de Belg Olivier Abbeloos, tevens lid van T99. Verschillende nummers bevatten raps van Marvin D.

## Geschiedenis
Quadrophonia werd opgericht in de late jaren 80 doordat Abbeloos en Foort bij elkaar werden gebracht door Patrick De Meyer. De producers in de Belgische scene wilden in de late jaren tachtig rap in hun platen verwerken. Het probleem was echter dat de rapscene in België, veelal van Congolese afkomst, geen rappers met een passend accent had. Zodoende ging Demeyer in de late jaren tachtig discotheken in Nederland langs om rappers te scouten. Via zijn zus kwam hij met Foort in contact. Samen met zijn productiepartner Olivied Abbeloos en Foort produceerde Demeyer de rapprojecten Soul Patrol en Unlimited Soul. Foort was echter ook bezig om zich als producer te bekwamen. Met Abbeloos had hij een goede klik en de twee begonnen ook een losse samenwerking. Als Quadrophonia begonnen de twee te produceren en scoorden in 1991 twee internationale hits. Quadrophonia haalde in Nederland de 12de positie in de hitlijst en de 14de in het Verenigd Koninkrijk en The Wave Of The Future haalde de 45ste plaats in Nederland en de 40ste plaats in Engeland. Aanvankelijk was Foort niet van plan om nog te rappen, maar onder druk van de platenmaatschappij werd er toch rap toegevoegd. Later in 1991 werd het album Cozmic Jam uitgebracht.  Veel van de rap werd door  Marvin D. gedaan. Een afgekeurde track van de acts vormt in 1991 ook de basis voor de hit Anasthasia van T99.
De groep bracht daarna nog enkele singles uit maar die hadden minder succes. Een tweede album werd opgenomen. Het duo weigerde nog langer rap toe te voegen. De platenmaatschappij, die graag een nieuwe 2 Unlimited zag ontstaan, wilde daarop het album niet meer uitbrengen. Het duo heeft daarna nog platen uitgebracht onder de namen CMOS, Holographic Hallucination en Warp Factor 1. Rond 1994 gaan de twee echter hun eigen weg, en krijgen beide een vruchtbare eigen carrière. In 1997 en 1998 werden nieuwe remixen van Quadrophonia uitgebracht.

## Discografie
Albums
- Cozmic Jam (1991)

| Single met eventuele hitnotering(en) in de Nederlandse Top 40 | Datum van verschijnen | Datum van binnenkomst | Hoogste positie | Aantal weken | Opmerkingen |
| ------------------------------------------------------------- | --------------------- | --------------------- | --------------- | ------------ | ----------- |
| Quadrophonia                                                  |                       | 22-06-1991            | 16              | 6            |             |
| The Wave of the Future                                        |                       | 17-08-1991            | tip2            | -            |             |